# Maison Pierrotet
La maison Pierrotet, villa Javal ou villa Les Thuyas est un bâtiment du début du XXe siècle situé à Fontainebleau, en France. Elle est partiellement inscrite aux monuments historiques depuis 1976.

## Situation et accès
La villa est située no 7 de la rue Alexis-Durand, au croisement de la rue Saint-Honoré, au sud-ouest de la ville de Fontainebleau, et plus largement au sud-ouest du département de Seine-et-Marne.

## Histoire
À cet emplacement s'est autrefois élevée la maison d'un docteur Simon, spécialiste de maladies infantiles. À partir de 1901, le grand parfumeur Javal y fait élever une nouvelle villa selon les plans de l'architecte Jules Viatte,.
Le soir du 11 août 1902, un peintre décorateur travaillant sur le chantier de construction tombe du haut d'une échelle et renverse le pot de peinture verte qu'il tient dans la main sur tout le haut de l'escalier. Gravement blessé, il est immédiatement transporté à l'hôpital. Le travail de peinture artistique gâché est par la suite refait.

## Structure
Elle est construite dans le style Art nouveau.

## Statut patrimonial et juridique
Les façades et les toitures font l'objet d'une inscription au titre des monuments historiques par arrêté du 30 décembre 1976, en tant que propriété de l'État.